# Sivrítos (unidade municipal)
Sivrítos (em grego: Συβρίτου; romaniz.: Syvritos) foi um antigo município da unidade regional de Retimno com sede na vila de Agía Foteiní, em Creta. Desde a reforma governamental de 2011, faz parte do município de Amári, do qual é uma unidade municipal. Em censo realizado em 2001, sua população foi estimada em 3 512 habitantes e segundo o censo de 2011, 2 829 habitantes. Na região estão localizadas a vila de Trónos e a cidade antiga de Sívritos.
A região, assim como todo o vale Amári, é habitado desde pelo menos 6 000 a.C., durante o período neolítico. Na antiguidade uma importante cidade de desenvolveu aqui, Sívritos, que controlou a comunicação, juntamente com a vizinha Eleuterna, entre Amári e os centros de Festo e Gortina na planície de Messara. Durante as respectivas dominações veneziana, turca e alemã, os habitantes de Amári estiveram engajados na luta pela libertação de Creta, muitos deles participando de revoltas armadas contra os conquistadores.